# Vincenzo Fenili
Vincenzo Fenili (Firenze, 19 luglio 1958) è un carabiniere e scrittore italiano, esperto di sicurezza ed ex agente segreto che ha operato per i servizi di intelligence italiani.

## Biografia
Vincenzo Fenili alias Agente Kasper diventa paracadutista nel 1977. Due anni dopo, nel 1979, è entrato a far parte dell'Arma dei Carabinieri.
Nel 1980 consegue la licenza di pilota e viene inserito nell'organizzazione Gladio, nome in codice di un'operazione clandestina stay-behind in Europa durante la guerra fredda.
Da quel momento partecipa a molte missioni in tutto il mondo.
Gladio fu creata da diversi Paesi dell'Europa occidentale, e sostenuto dalla NATO e dalla CIA in collaborazione con diverse agenzie di intelligence europee.
Dopo aver completato migliaia di ore di volo su jet  diviene pilota istruttore.
Dopo la fine della guerra fredda, ha operato sul fronte balcanico durante il conflitto nell'ex Jugoslavia. In seguito ha operato con Raggruppamento Operativo Speciale (ROS), il principale braccio investigativo delle operazioni speciali dei Carabinieri, che si occupa di terrorismo, criminalità organizzata e mafia.
Alle dirette dipendenze del comandante del ROS, Fenili è stato chiamato a partecipare come agente sotto copertura, utilizzando le sue qualifiche di pilota Alitalia all'epoca, a due grandi operazioni contro il traffico internazionale di stupefacenti: le operazioni Pilota e Sinai.
Alla fine degli anni Novanta, saltata la copertura, lascia la compagnia di bandiera e si trasferisce a Phnom Penh, in Cambogia, dove si occupa di contrasto al riciclaggio internazionale di denaro e al terrorismo islamico. In Cambogia fu arrestato passando ben 373 giorni nel carcere di Prey Sar.
Nel 2013 Fenili ha fondato Fiamme d'Argento ONLUS, organizzazione non governativa che si occupa di riabilitazione sociale e reinserimento degli ex militari con particolare riferimento alle forze speciali e alle agenzie di intelligence che hanno perso il lavoro nell'esercizio delle loro funzioni istituzionali.
Nel 2014 scrive insieme al giornalista Luigi Carletti il libro-intervista Supernotes, basato su esperienze vissute durante la sua attività di agente sotto copertura. Il libro è pubblicato in Italia da Mondadori e tradotto all'estero in diverse lingue. Il periodico statunitense Variety ha seguito la vicenda dei diritti cinematografici di Supernotes acquisiti nel 2014 dalla produttrice Alexandra Milchan e ceduti nel 2022 al produttore italiano Roberto Sessa.
Il 22 novembre 2016 la sua vicenda è stata narrata in TV in un servizio del programma Le Iene in cui Fenili spiegò il coinvolgimento del regime nordcoreano.
Collabora con le testate giornalistiche di Roma h24 e Il Fatto Quotidiano.

## Controversie e vicende giudiziarie
Nel 1993 è arrestato dalla Procura della Repubblica di Roma, insieme ad altri neofascisti e una dipendente dei servizi segreti, nell'ambito dell'inchiesta sul presunto Golpe di Saxa Rubra, con diverse imputazioni tra cui quella di traffico d'armi.
Nel 1989 viene arrestato all'interno dell'inchiesta condotta dalla Procura di Massa Carrara su un presunto traffico di armi e droga dove risultano coinvolti esponenti mafiosi e dell’estrema destra, che ha condotto a 37 arresti in diverse città italiane.
Nel 2005 è nuovamente arrestato su disposizione dei magistrati romani Giancarlo Capaldo e Francesco Ciardi del pool antimafia diretto dal procuratore Italo Ormanni con l'accusa di associazione a delinquere e rapina per aver creato una presunta "centrale per il riciclaggio dei capitali della malavita" insieme a sedicenti appartenenti ai servizi segreti.
Quando nel 2014 la Mondadori pubblicò Supernotes, su il Giornale un articolo di Gian Micalessin stroncò inaspettatamente il libro mettendo in dubbio la veridicità della storia raccontata. Sempre sullo stesso giornale, nel febbraio 2022 in un articolo di Gianluca Zanella sulla scomparsa del magistrato Adinolfi viene prospettato il coinvolgimento dei servizi segreti. Tra gli altri, vengono fatti i nomi di Vincenzo Fenili e di due sue amiche, una arruolata dal Sismi e un'altra impiegata al Sisde, e di lui vengono ricordati i trascorsi da ordinovista e l'implicazione nel tentato golpe di Saxa Rubra. Infine, in una successiva intervista rilasciata a Zanella per InsideOver, Fenili ipotizza la possibilità di scrivere un libro sulle vicende italiane finora taciute.

## Pubblicazioni
- Agente Kasper e Luigi Carletti, Supernotes, Mondadori, (2014), ISBN 9788804639831.[26]
- Vincenzo Fenili, In missione. Agente Kasper. Una vita sotto copertura, Chiarelettere (2016), ISBN 9788850248841.[27]